# Спецслужби УНР
Спецслужби УНР — спецслужби Української Народної Республіки періоду Української Центральної Ради та періоду Директорії.

## Спецслужби УНР періоду УЦР
У березні 1918 у складі Генштабу Армії Української Народної Республіки запроваджено розвідувальний («розвідковий») відділ та підвідділ закордонного зв'язку для керівництва творенням військового аташату. За наказом військового міністра УНР від 11 квітня 1918 розвідувальний («дослідчий») відділ увійшов до 1-го генерал-квартирмейстерства Генштабу, розпочав роботу з вивчення радянських військових сил на Дону, Кубані, розвідку по Румунії, налагодження агентурного апарату, радіорозвідки, інформаційно-аналітичної роботи. У сфері контррозвідки й захисту державного ладу працював адміністративно-політичний відділ (департамент) генерального секретарства внутрішніх справ УЦР, згодом — МВС УНР. Адміністративно-політичний департамент МВС УНР мав осередки при губернських та повітових комісарах (див. Губернські комісари), до його компетенції належали попередження контрреволюційних та державних злочинів, протидія заколотам.

## Спецслужби УНР періоду Директорії
Вищим органом управління військовою розвідкою та контррозвідкою виступала Розвідочна управа (управління) Головного управління Генштабу Армії УНР у складі функціональних відділів: загального, агентурного (агентурна розвідка проти армій противників, антиурядових озброєних рухів, інформаційно-аналітична робота, організація повстанського руху в тилу противника), контррозвідувального, польової жандармерії, закордонного (управління військовою дипломатією). Існувала «школа підготовки агентури», згодом — «школа виховання розвідників» для зафронтової роботи. Розвідка Генштабу спромоглася створити агентурні позиції в штабах, частинах і тилу Червоної армії, у радянських управлінських установах, досягнула значних успіхів у розгортанні антирадянського повстансько-підпільного руху. У складі штабів дивізій і бригад діяли розвідувальні відділи або групи, які спиралися на агентурно-інформаційні джерела, підрозділи польової розвідки (сотні пішої розвідки, взводи кінної розвідки). Розвідувальні завдання виконувала авіація, працювали підрозділи радіорозвідки.
У травні 1920 у підпорядкування Розвідочній управі переведене Інформаційне бюро Корпусу військової жандармерії (ІНФІБРО), яке стало головним координаційним органом розвідки та контррозвідки збройних сил. Центральний осередок ІНФІБРО мав відділи: внутрішнього догляду (контррозвідувальне обслуговування діючої армії, її тилу, населення; спеціальна пропаганда і контрпропаганда), зовнішнього догляду (зовнішнє спостереження, оперативно-розшукова робота), розвідочний (зафронтова та закордонна розвідка, організація повстанського руху в тилу противника, аналітична робота) та реєстраційний (оперативний облік, оперативно-технічні та криміналістичні заходи). Регіональними органами ІНФІБРО слугували філії штатних типів «А» (у складі відділів внутрішнього, зовнішнього догляду та реєстраційного), «Б» та «В» (у складі відділів внутрішнього, зовнішнього догляду), які створювали резидентури з агентів із числа місцевого населення, на вузлових станціях, в арміях П.Врангеля та Н.Махна.
Військові аташе мали вивчати політичну ситуацію та збройні сили країн перебування, їхній військово-промисловий потенціал, вести аналітичну обробку зібраної інформації в інтересах дипломатії та Генштабу, проводити акції сприяння за кордоном військовому й дипломатичному відомствам.

## Польовий курінь варти
Для проведення контррозвідувальної та військово-поліційної роботи 12 травня 1919 сформовано «Польовий курінь варти» із функціями боротьби проти шпигунства та польової жандармерії.
Для забезпечення безпеки й правопорядку в діючій армії, боротьби зі злочинністю та дезертирством, захисту комунікацій та важливих об'єктів урядом УНР 14 березня 1920 створено Корпус військових жандармів, підпорядкований військовому міністру. Жандармерія поділялася на польову та запільну, її підрозділи на місцях підпорядковувалися військовому командуванню, губернським та повітовим комісарам. Сотні польової жандармерії існували при штабах дивізій, «польова варта» — при Корпусі січових стрільців.

## МВС УНР
На політичний департамент МВС УНР і «політичні відділи» губернської й повітової адміністрацій, створені в січні 1919, покладалися завдання виявлення та припинення антидержавної діяльності з боку політичних противників УНР, протидії шпигунству, захисту державного ладу, протидії політичному екстремізму. Керівниками політичного департаменту МВС були Г.Кульчицький, С.Михайлів, М.Чоботарів, В.Шкляр. Основні підрозділи: відділи внутрішньої інформації (контррозвідувальна робота), закордонної інформації, слідчий, юридичний, прес-бюро. 1 жовтня 1919 політичний департамент перейменований на департамент політичної інформації МВС. Циркуляр МВС від 19 травня 1920 запровадив відділи політичної інформації при губернських та повітових комісарах.
Департамент політичної інформації МВС включав відділи: загальний, внутрішній (контррозвідувальний), закордонний (розвідувальний), реєстраційний, пресовий, зв'язків із повстансько-підпільними формуваннями в Україні. Створений при Головній команді військ УНР Партизансько-повстанський штаб (керівник — Ю.Тютюнник) мав 2-й розвідувальний відділ у складі секцій офензиви (розвідки) та дефензиви (контррозвідки), які координували роботу розвідувальних та контррозвідувальних секцій повстанських формувань (районів) в УСРР. Лише 1921 в УСРР направлено до 900 розвідників, організаторів нелегальної роботи та повстанської боротьби, адже в Україні діяли щонайменше 42 значні повстанські формування.